# 凡雅族
在托爾金（J. R. R. Tolkien）的作品裡，凡雅族（Vanyar）是最美麗和最高貴的精靈。凡雅族是精靈三族裡最小的部族，是首個抵達阿門洲（Aman）的精靈族群。傳說中，凡雅族是由艾明（Imin）建立的，他是首位在庫維因恩（Cuiviénen）甦醒的精靈，他的妻子叫艾明雅（Iminyë）。首位跟隨歐羅米（Oromë）的凡雅族精靈卻是英格威（Ingwe），英格威成為凡雅族君王，帶領凡雅族人前往維林諾，英格威也是阿門洲的艾尔达精靈的最高君主。
凡雅族的語言是萬雅林語（Quendya），萬雅林語是昆雅語（Quenya）的一種方言，只流行在維林諾。
凡雅（vanya） 在昆雅語中解作「美麗」，是指凡雅族精靈美麗的金髮。他們亦稱為米恩雅（Minyar），意思是「第一」，表示是首先到達阿門洲的精靈。昆雅語的「vanya」作為動詞使用解作「離開/消失」，這是指幾乎整個凡雅族在精靈的早期歷史消失，後來在「vanya」後加上「r」，作為名詞。但是，在後期的昆雅語，托爾金可能將「vanya」這動詞廢除。在灰精靈的語言裡，凡雅精靈被稱為 Miniel（複數：Mínil），對應其昆雅名字 Minyar 意為「第一」。

## 歷史
根據精靈甦醒（Awakening of the Elves）的傳說，凡雅族是首位甦醒精靈艾明的後裔。艾明的妻子及其他六對精靈亦同時甦醒。泰太（Tata）及埃奈爾（Enel）分別與九對及十二對精靈甦醒。
當歐羅米發現了精靈後，每個部族都要挑選一位使者隨歐羅米返回維林諾，以確認他們高貴的身分。米恩雅派出了英格威。他回來後，米恩雅的精靈因他的見聞而接納他成為領袖。英格威及歐羅米帶領米恩雅精靈抵達維林諾。英格威遂成為所有精靈的最高君王，即著名的Ingwë Ingweron，「首領之首」。他的子民便是凡雅族，他們居住在泰尼魁提爾山（Taniquetil）山麓，在曼威宮殿之下。
自此抵達阿門洲後，其他精靈很少看見凡雅族精靈，許多凡雅族精靈取名為艾明、英格威及英格威之妹茵迪絲（Indis）。茵迪絲是芬威的第二任妻子，芬國昐（Fingolfin）和費納芬（Finarfin）的母親。茵迪絲的丈夫芬威在佛密諾斯（Formenos）被米爾寇（Melkor）所殺後，茵迪絲和女兒芬迪絲（Findis）返回阿門洲。
凡雅族只出現在中土大陸一次，就是英格威之子帶領維林諾的凡雅族軍隊戰於憤怒之戰（War of Wrath）。戰後，他們帶領失去家園的貝爾蘭精靈返回維林諾。

## 萬雅林語
作為曼威的親信，凡雅族比諾多族及帖勒瑞族與維拉及邁雅保持更緊密的關係，因此凡雅族亦有著獨特的文化。凡雅族的萬雅林語的多個詞語源自主神語（Valarin），但諾多族的語言卻和主神語沒有關係，如萬雅林語的tulka（黃，主神語是tulukha(n)）、ulban（藍，推測由主神語的「水」ulu/ullu而來）、nasar（紅，原始的主神語沒有這詞）及miruvózë（源自miruvor，指瑞文戴爾的一種酒）。

## 其他版本
在托爾金著作的早期版本裡，凡雅族亦稱帖勒瑞族，即《精靈寶鑽》所指的Solosimpi。